# Гори, Альберто
Альберто Гори, O.F.M. (итал. Alberto Gori; 9 февраля 1889 года, Альяна, Италия — 25 ноября 1970 года, Иерусалим, Израиль) — католический епископ. В 1949—1970 годах — Патриарх Иерусалима латинского обряда Римско-католической церкви. Хранитель Святой Земли и страж горы Сион — настоятель Кустодии Святой Земли Францисканского ордена (1937—1949 гг.). Великий приор ордена Святого Гроба Господнего Иерусалимского (1962—1970 гг.).

## Биография

### Ранние годы. Монах. Священник
Родился 9 февраля 1889 года в Агилане (Тоскана).
26 сентября 1907 года поступил в орден братьев меньших (Францисканцы) в провинции Святого Бонавентуры в Тоскане. 27 сентября 1908 года принял простые, а 14 января 1911 года торжественные обеты.
19 июля 1914 года был рукоположен в священники францисканского ордена в церкви Сан-Миниато аль Тедеско во Флоренции.
Во время Первой мировой войны, в 1916 году, был призван на действительную службу в итальянскую армию. В январе 1919 года был отправлен в Палестину. Начальство направило его служить у Гроба Господня в Иерусалиме, а затем, в 1922 году, он стал заместителем директора колледжа в Алеппо (Сирия). В 1923 году он был назначен директором колледжа и оставался в этой должности в течение 14 лет.

### Хранитель Святой Земли
22 февраля 1937 года Генеральным капитулом ордена был избран Хранителем Святой Земли. После подтверждения этого решения Священной конгрегацией пропаганды веры торжественно вступил в Иерусалим 8 апреля 1937 года и принял Гроб Господень во владение 11 числа того же месяца.
С 22 февраля 1937 года по 21 ноября 1949 года — хранитель Святой Земли и страж горы Сион — настоятель Кустодии Святой Земли Францисканского ордена. Альберто Гори возглавлял провинцию ордена в очень трудные времена — на этот период пришлись палестинское восстание 1936—1939 годов, Вторая мировая война и, наконец, арабо-израильская война 1947—1948 годов. Во время Второй мировой войны Гори проводил тонкую и осторожную политику с британскими властями, которые имели мандат на Палестину, чтобы не дать им повода подозревать его. Благодаря этому он избег интернирования или депортации — мер, которые британцы применяли к иным представителям церковной власти в других странах. Во время войны 1947—1948 годов Гори всячески помогал беженцам, предоставляя им помещения монастырей.

### Патриарх Иерусалимский
С 21 ноября 1949 года по 25 ноября 1970 года — Патриарх Иерусалима.
27 декабря 1949 года был рукоположен во епископы в Малой базилике Святого Антония Падуанского на виа Мерулана. Первым консекратором был кардинал-епископ Порто и Санта Руфина Эжен Тиссеран, Секретарь Священной конгрегации по делам Восточной церкви. 18 февраля 1950 года, возвращаясь из Италии, он сделал свой первый торжественный въезд в Иерусалим в качестве Патриарха.
С 1962 года по 25 ноября 1970 года — великий приор ордена Святого Гроба Господнего Иерусалимского.
В 1962—1965 годах участвовал во всех четырёх сессиях Второго Ватиканского собора в качества отца Совета.
В 1965—1970 годах был председателем Конференции Латинской епископов арабских регионов.
25 ноября 1970 года умер и был похоронен в Иерусалиме.

## Награды
- Кавалер Большого креста ордена «За заслуги перед Итальянской Республикой» (21 августа 1964 года)[2].
- Великий офицер ордена «За заслуги перед Итальянской Республикой» (2 июня 1958 года)[3].